# Beemster
Beemster är en tidigare kommun och polder i nordvästra Nederländerna i provinsen Noord-Holland. Beemster har en area på 72,08 km² (vilket 1,54 km² utgörs av vatten) och en folkmängd på 8 541 invånare (2004). Sedan 2022 ingår dess territorium i kommunen Purmerend.

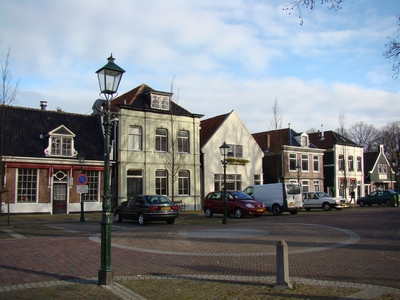
Centrum av Middenbeemster.

## Historia
Omkring år 800 var området täckt med torv. Namnet Beemster kommer av ordet "Bamestra", namnet på en å i området. Under perioden 1150–1250 utvidgades ån till en insjö av torvgrävande människor och genom stormar till en sjö med direkt anslutning till Zuiderzee. Omkring 1605 påbörjades ett privat finansierat arbete med att dränera Beemstersjön. År 1610 var detta nästan helt klart, men sjön återfylldes på grund av ett brott i Zuiderzees vallar. Man beslutade då att göra en vall runt området, en meter högre än det omgivande landskapet. År 1612 var poldern torr och landet delades upp mellan finansiärerna. Till en början använde bönder marken för att odla grödor som användes på de långa sjöresorna av Holländska Ostindiska Kompaniet till Indien. Det visade sig att odlingsområdet, till skillnad från projektet i Heerhugowaard, var så bra att det blev en stor ekonomisk framgång.

## Poldern Beemster - ett världsarv
1999 blev poldern ett världsarv. Motiveringen för respektive kriterium löd:
| ” | Kriterium i: Poldern Beemster är ett mästerverk i kreativ planering, i vilket antikens och renässansens ideal applicerats till designen av det återvunna landskapet. | „ |

| ” | Kriterium ii: Den innovativa och intellektuellt uppfinningsrika landskapet i poldern Beemster har en grundläggande och bestående påverkan på landåtervinningsprojekt i Europa och annorstädes. | „ |

| ” | Kriterium iv: Skapandet av poldern Beemster markerar ett stort steg framåt i förhållandet mellan mänskligheten och vatten i en kritisk period av social och ekonomisk expansion. | „ |